# Ahmed Wahid
Ahmed Wahid –en árabe, أحمد وحيد– (nacido el 28 de noviembre de 1995) es un deportista egipcio que compite en judo. Ganó tres medallas de bronce en el Campeonato Africano de Judo entre los años 2016 y 2020.

## Palmarés internacional
| Campeonato Africano | Campeonato Africano         | Campeonato Africano | Campeonato Africano |
| Año                 | Lugar                       | Medalla             | Categoría           |
| ------------------- | --------------------------- | ------------------- | ------------------- |
| 2016                | Túnez (Túnez)               | Medalla de bronce   | +100 kg             |
| 2019                | Ciudad del Cabo (Sudáfrica) | Medalla de bronce   | +100 kg             |
| 2020                | Antananarivo (Madagascar)   | Medalla de bronce   | +100 kg             |